# Beiertheim-Bulach
Beiertheim-Bulach ist ein Stadtteil Karlsruhes, der zwischen der Ebertstraße, dem Hofgut Scheibenhardt, Oberreut und Weiherfeld-Dammerstock liegt. Er besteht aus den ehemals selbstständigen Ortsteilen Beiertheim und Bulach, die durch die Alb getrennt sind.
Beiertheim wurde erstmals 1110 in einer Urkunde als „Burdam“ oder „Burtan“ erwähnt. Wahrscheinlich kommt der Name von „Bur“ = Hütte und „tan“ = Schlupfwinkel oder Wald und war ein Schlupfwinkel für Bauern und Hirten. Eine andere Theorie besagt, dass sich der Name von „Buar“ ableitet, was „Rindviehort“ bedeutet. Bulach wurde erstmals in einer Urkunde vom 18. Mai 1193 als „Bulande“ für einen Ort erwähnt, bei dem unter anderem eine Mühle steht. Der Name leitet sich entweder von „Bu“ = Buchen und „lach“ = feuchter, sumpfiger Boden ab oder von „bu“ = Kuh und „loc“ = Ort. Schon im Mittelalter hatten beide Dörfer ein gemeinsames Gericht und einen gemeinsamen Schultheiß.
Im 19. Jahrhundert entwickelte sich in Bulach eine Wäschereiindustrie, die bis nach dem Zweiten Weltkrieg Bestand hatte. Das Dorf war finanziell gut ausgestattet, da es immer wieder Land an die expandierende Stadt Karlsruhe verkaufte. Früher war die Gemeinde um einiges größer.
Beiertheim wurde am 1. Januar 1907 nach Karlsruhe eingemeindet, Bulach folgte am 1. April 1929.
Heute befinden sich im Stadtteil u. a. das Stephanienbad (heute Paul-Gerhardt-Kirche), das Hofgut Scheibenhardt, sowie die katholischen Kirchen St. Cyriakus und St. Michael mit dem Beiertheimer Altar von Hans Wydyz.

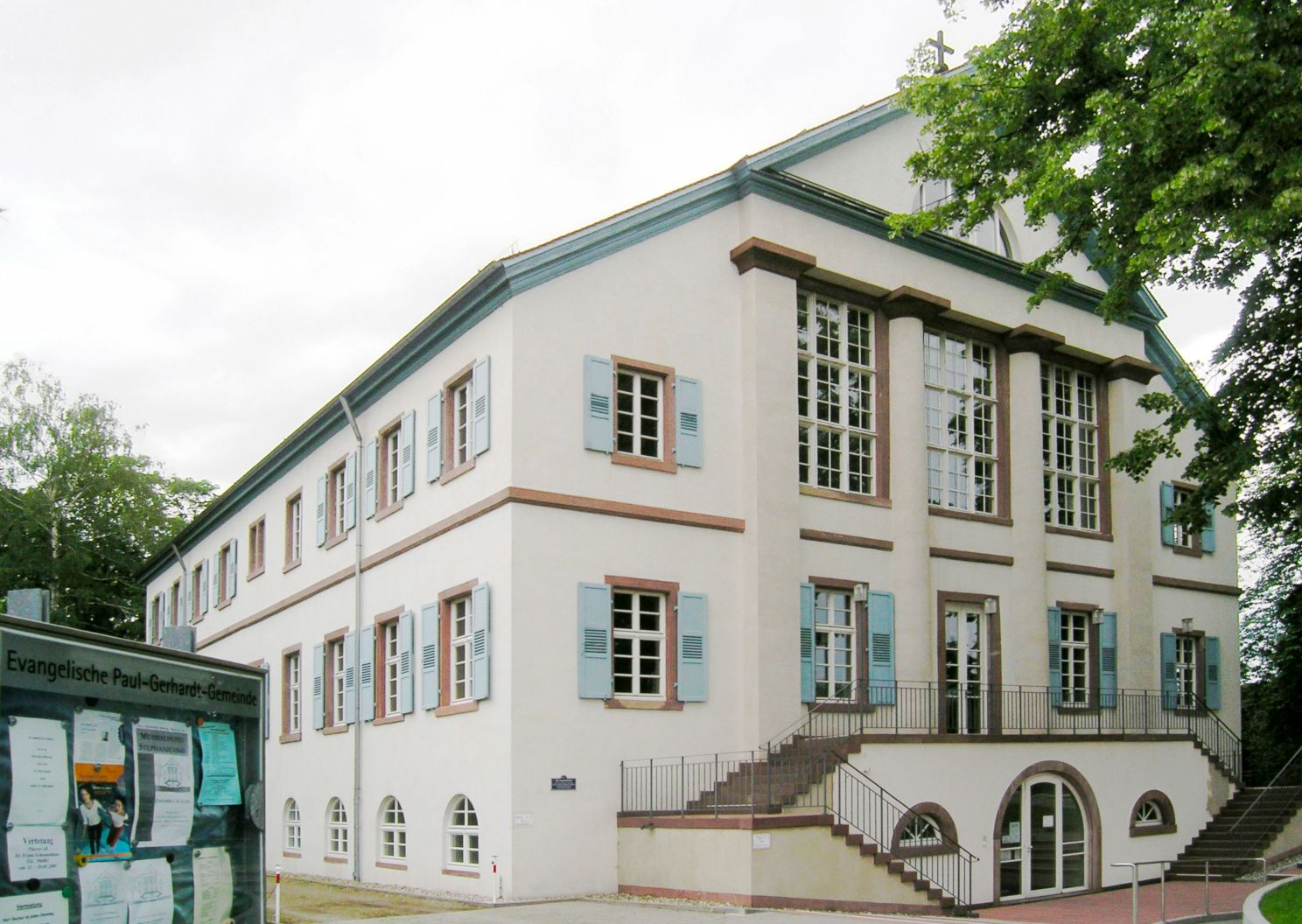
Stephanienbad
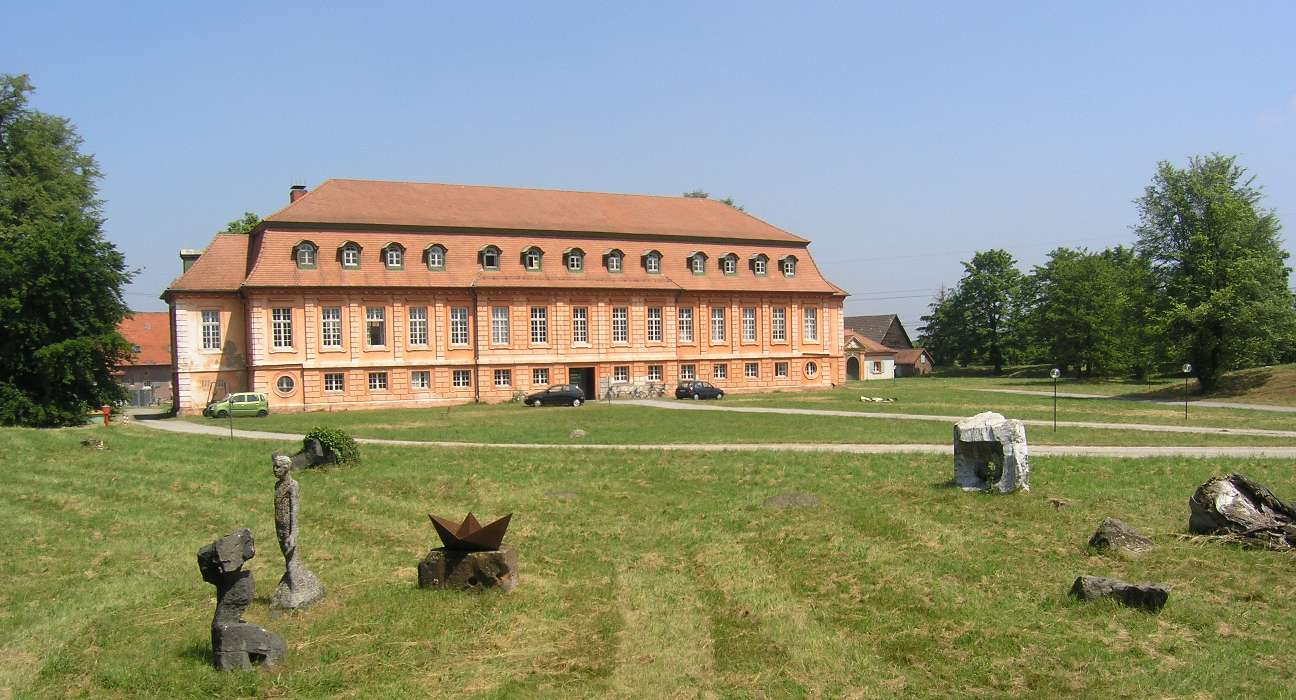
Schloss Scheibenhardt
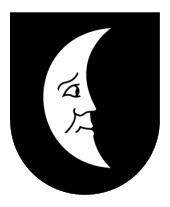
Wappen von Beiertheim
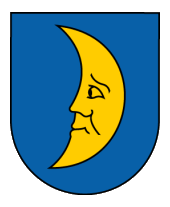
Wappen von Bulach